# Dedo pulgar
En la anatomía humana, el pulgar o pólice es el primer dedo de la mano. Científicamente, recibe actualmente el nombre de pulgar y está clasificado en la Terminología Anatómica con el código A01.2.07.027 bajo los nombres latinos de pollex y digitus primus [I] manus. El pulgar de la mano humana (a diferencia de los primates en general) es completamente oponible a los otros cuatro dedos: puede tocar los demás dedos desde su punta hasta su base e, incluso, la parte superior de la palma de la mano. Esta cualidad le da a la mano de los humanos una ventaja evolutiva muy notable, ya que, mediante esta función anatómica, el pulgar puede manipular objetos grandes apoyándose con la palma de la mano, y objetos medianos o pequeños apoyándose con uno o más de los otros dedos.

## Sujeción
Una sujeción típica entre los dedos incluye al pulgar y al segundo dedo (índice) (pinza fina), cuando se sujeta un alfiler o algo pequeño. Si el objeto es más grande o se requieren funciones adicionales, como girar el objeto, se utilizan más dedos.

## Teoría del origen del pulgar
La teoría de Darwin plantea que el pulgar es resultado de la evolución por azar. Dicha teoría se detalla a continuación:
La evolución del pulgar oponible o prensible normalmente se asocia con Homo habilis, el predecesor de Homo sapiens. Esto, sin embargo, es un resultado de la evolución intermedia, por lo que resulta de un proceso evolutivo mucho más complicado.
El factor más importante relacionado con la habilidad de la mano y su pulgar es la liberación de su función en la marcha, que todavía hoy es crucial para los simios. En su momento fue una de las consecuencias de la gradual adopción de pitecantropoide y antropoide de la erección del andar bípedo y el desarrollo simultáneo de un gran cerebro en etapas posteriores.

## Significado
En las culturas occidentales, si una persona levanta el dedo pulgar y lo pone hacia arriba, significa que aprueba una acción; si lo pone boca abajo, que desaprueba algo.
En contra de lo que se ha transmitido en el cine, el pulgar boca abajo significaba, en la Historia de Roma, que el gobernador de una plaza decidía perdonar a un gladiador. Cuando un contrincante vencía a otro, lanzaba su arma a la arena y esperaba a que se pronunciase el gobernador de la plaza. El pulgar boca abajo significaba que su arma seguía descansando sobre la arena, por lo que el derrotado corría la buena suerte de sobrevivir. El pulgar boca arriba significaba que el contrincante vencedor levantara su arma para obedecer las órdenes del gobernador, caso este en el que el derrotado corría peor suerte.

## Otros animales con dedo pulgar oponible
Muchos animales, como los primates y otros, tienen algún tipo de dedo oponible:
- Panda; aunque no sea un pulgar exactamente, sino un sexto dedo que actúa como tal.
- Koala.
- Zarigüeyas.
- Mapaches.
- La mayoría de los primates, tanto en manos como en pies, aunque la destreza del pulgar varía muchísimo de una especie a otra.